# 首都体育学院

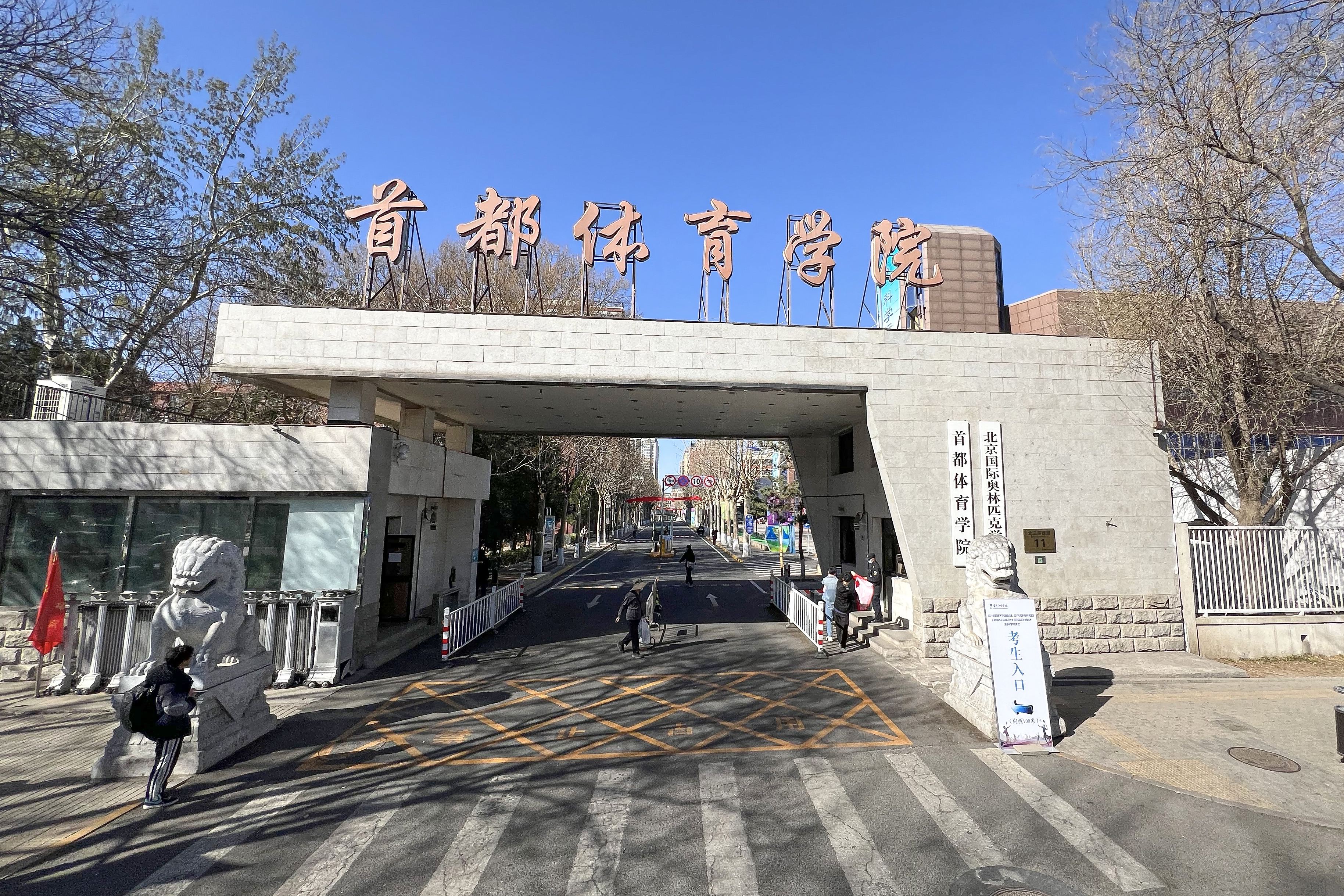
首都体育学院正门，2021年12月16日起加挂“北京国际奥林匹克学院”牌匾

首都体育学院，是一所培养体育学科人才的高等院校，隶属北京市教育委员会，兼有体育教学、科研、训练。2020年，依据北京市属公办高校分类发展方案，该校被确定为“高水平特色型大学”。
学院拥有本部校区、北校区、凤凰岭校区和竞技运动校区。学校同时加挂“北京国际奥林匹克学院”的牌子。

## 历史沿革
- 1956年，创建北京体育学校。
- 1960年，升格北京体育师范学院。
- 1962年，北京体育师范学院并入北京师范学院，成为其体育系。
- 1979年，北京师范学院（体育系，原北京体育师范学院部分）再次分出，恢复北京体育师范学院。
- 2000年，更名首都体育学院。
- 2018年9月，北京市人民政府向中国奥委会提出依托首都体育学院建设北京国际奥林匹克学院，在延庆规划建设新校区，并向国际奥林匹克委员会正式提交申请。
- 2020年2月，国际奥委会正式批复同意依托首都体育学院建设“北京国际奥林匹克学院”。
- 2021年6月，中央机构编制委员会办公室批复同意首都体育学院加挂“北京国际奥林匹克学院”牌子。
- 2021年12月16日，北京国际奥林匹克学院在首都体育学院揭牌成立[2]。

## 院系设置
- 体育教育训练学院
- 运动科学与健康学院
- 武术与表演学院
- 管理与传播学院
- 休闲与社会体育学院
- 继续教育学院
- 国际教育学院
- 马克思主义学院
- 研究生部
- 竞技体校
- 体育人工智能研究院
- 体医融合创新中心